# Acapulco (cocktail)
Pour les articles homonymes, voir Acapulco (homonymie).
Un acapulco est un cocktail à base de tequila, de rhum, de jus d'ananas et de jus de pamplemousse.

## Historique
Le nom de ce cocktail fait référence à la célèbre ville d'Acapulco, au bord de l'Océan Pacifique, au Mexique, pays d'origine de la tequila, et producteur de Rhum, d'ananas et de pamplemousse.
C’est dans cette ville que résidait Margarita (Margaret Sames), une américaine qui aurait créé en 1948 la Margarita (cocktail), une autre célèbre recette de cocktail à base de tequila.

## Recette
Verser dans un shaker à moitié rempli de glaçons, la tequila, le rhum blanc, et les jus de fruit frais. Frapper et verser dans un verre à cocktail en retenant la glace à l’aide d’une passoire. Présenter avec des rondelles de citron, orange pour la décoration ... 